# NEN-EN 15221

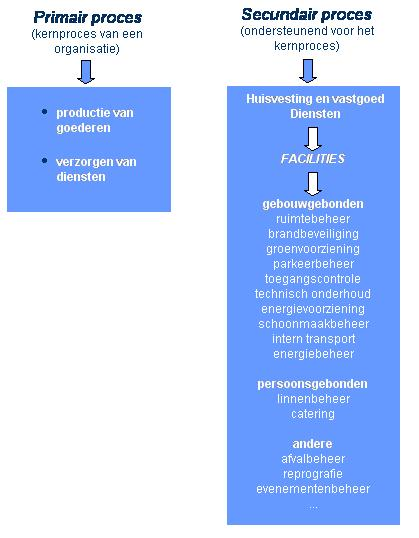
Facilitair management als ondersteuning van het kernproces

De NEN-EN 15221 1 en 2, Europese Normen voor facility management, zijn sinds 2007 van kracht. 
In deze norm worden de uitgangspunten benoemd, alsmede de verschillende fases in het opstellen en implementeren van een facility management overeenkomst. De norm biedt facilitaire organisaties in Europa dus houvast om de organisatie op diverse niveaus op dezelfde manier te definiëren en administratief in te richten. Daarbij biedt het ook een raamwerken voor diverse facilitaire aspecten, zoals het opstellen van SLA's en KPI's, kwaliteitsmanagement en procesmanagement. Hierbij is ook een informatief facilitair management model ingevoegd waarbij de functie van facilitair management tussen het primaire proces en de ondersteunende processen wordt verduidelijkt en onderverdeeld. 
Ook wordt er een checklist gegeven met elementen die in een facility management contract zouden kunnen worden ingevoegd. Voor elk van de elementen wordt het doel uitgelegd en een voorstel gedaan voor invulling.

## Achtergrond info
Nadat de NEN 2748 gereed was heeft NEN andere Europese landen voorgesteld deze norm Europees te maken. Hiervoor werd een Europese normcommissie voor facility management (CEN TC 348) gevormd en deze is aan de slag gegaan om een basis te vormen voor een gelijk vakjargon (basistermen) over de landen heen en door aan te geven waar aan gedacht en voldaan moest worden om een facilitair contract te kunnen sluiten.  
Op deze wijze ontstonden de: 
- NEN-EN 15221-1: Termen en Definities
- NEN-EN 15221-2: Leidraad voor het opstellen van facility management overeenkomsten

Facility Management Magazine (FMM) spreekt hiernaast ook nog van:
- NEN-EN 15221-3: Kwaliteit
- NEN-EN 15221-4: Ordening
- NEN-EN 15221-5: Processen
- NEN-EN 15221-6: Ruimte/oppervlakte bepaling

In 2010 heeft de complete NEN-EN 15221 de vroegere Nederlandse norm 2748 vervangen.